# 佩特任尼站
佩特任尼站是布拉格地铁A线的一座车站。站名“Petřiny”指的是此站所在的同名居民区——佩特任尼（Petřiny），需要注意的是此站站名和同要布拉格的佩特任山没有关系。